# Pendelmaschine
Eine Pendelmaschine ist eine rotierende elektrische Maschine, deren Ständer in axialen Lagern drehbar gelagert und mit einer Kraftmesseinrichtung verbunden ist. Der nahezu ausschließliche Einsatzbereich dieser speziellen Maschine stellt die Anwendung als mechanische Last in Motorenprüfständen dar. Sie dient dabei unter anderem der Messung des Drehmoments.

## Zielstellung

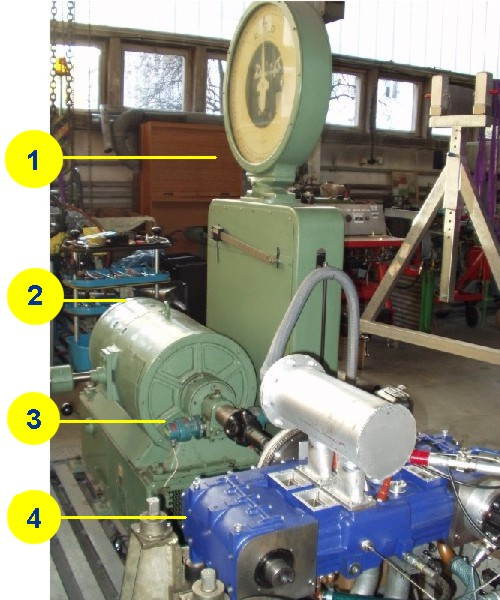
Eine Gleichstrom-Pendelmaschine (2) in einem Motorenprüfstand für Verbrennungsmotoren

Die Prüfung von Motoren (elektrisch, hydraulisch oder Verbrennungskraftmaschinen) erfolgt auf Motorenprüfständen. Die Welle des zu prüfenden Antriebs wird dabei mit einer Leistungsbremse (Belastungseinrichtung) gekoppelt. Diese Leistungsbremse muss die gesamte Antriebsleistung aufnehmen können. Früher wurden dafür hauptsächlich Wasserwirbelbremsen verwendet. Wenn aber der Prüfling auch geschleppt werden muss (Prüfung von Generatoren, Bremsen und Pumpen), werden Gleichstrommaschinen eingesetzt, deren Ständer (Stator) beweglich gelagert ist, um das Drehmoment messen zu können. Das Maschinengehäuse „pendelt“ dabei, durch die Kraftmessung gehalten, in zwei Außenlagern. Die Gleichstrommaschine nimmt die Motorleistung auf (Generatorbetrieb); die Drehzahl kann über ihren Erregerstrom gesteuert werden.
Mit der Gleichstrommaschine ist der zu prüfende Motor über die Antriebswelle, eine Gelenkwelle oder ggf. ein Getriebe verbunden.

## Funktion
Die Pendelmaschine erfüllt gleichzeitig die Funktion einer Belastungseinrichtung und einer Drehmomentenmesseinrichtung. Aufbau und Arbeitsweise entsprechen dem der fremderregten Gleichstrommaschine. Entsprechend der Belastung kann das Erregerfeld durch eine zusätzliche Hilfsreihenschlusswicklung unterstützt werden. Die Pendelmaschine arbeitet als Generator (positives Moment aus Sicht der Antriebsmaschine) oder als Motor (negatives Moment) bei einstellbarer Drehzahl.
Die Messung des Drehmomentes erfolgt über die Bestimmung des Reaktionsmomentes. Im einfachsten Aufbau stützt der Ständer über einen Hebelarm einer Waage gegen den festen Untergrund ab. Die Spannungsversorgung des Ständers erfolgt über frei an der Maschine hängende bewegliche Kabel. Die Gegenkraft der Waage verhindert die weitere Verdrehung des Gehäuses der Pendelmaschine. Bei sehr einfachen Prüfständen kamen auch Konstruktionen ähnlich der Balkenwaage mit Waagschale und Gewichten zum Einsatz. Die Waage misst die Kraft, die sich bei bekannter Länge des Hebelarms in das wirksame Drehmoment umrechnen lässt. Elektrisch kann dieses Reaktionsmoment der Pendelmaschine auch über die Kraftmessung mit Biegebalken oder Kraftmessdose erfolgen.
Mit der gleichzeitigen Messung der Drehzahl (Tachogenerator, Inkrementalgeber) ergibt sich für beide Arten der Pendelmaschine die Möglichkeit der Leistungsbestimmung:
{\displaystyle P=M\cdot \omega =F\cdot r\cdot 2\pi \cdot {\frac {n}{60}}}
mit
{\displaystyle P} – mechanische Leistung
{\displaystyle M} – Drehmoment
{\displaystyle \omega } – Kreisfrequenz = {\displaystyle 2\pi \cdot \ n/60}
{\displaystyle n} – Drehzahl, 1/min
{\displaystyle F} – Kraft an der Drehmomentwaage
{\displaystyle r} – Radius bzw. Hebellänge der Kraftmessung

## Geschichte
Bis in die 1970er Jahre dominierte zur Drehzahlstellung einer Pendelmaschine der Leonardsatz, diese wurden durch Vierquadranten-Stromrichter ersetzt; diese sind kleiner und leichter. Mit der Entwicklung von leistungsstarken Frequenzumrichtern ab etwa 1970 kamen zunehmend Asynchron-Pendelmaschinen zum Einsatz.
Generell hat die elektrische Pendelmaschine gegenüber mechanischen Belastungseinrichtungen und auch gegenüber der Wirbelstrombremse den Vorteil der Energierückgewinnung sowie der Möglichkeit, auch Hydraulikpumpen, Bremsen und Generatoren testen zu können.